# Царство сунца (филм)
Царство сунца (енгл. Empire of the Sun) амерички је историјски биографски ратни драмски филм из 1987. у режији Стивена Спилберга.
Џејмс Грејем, енглески дечак, раздвојен је од родитеља током јапанске инвазије на Шангај. Бори се да преживи под јапанском окупацијом и покушава да реконструише свој некадашњи живот.

## Радња
Јапан је био у рату са Кином од 1937. пре него што је објавио рат Сједињеним Државама и Великој Британији. Млади Џејми Грејем, британски школарац фасциниран авионима, ужива у привилегованом животу у шангајском насељу. Једног дана, Џејми бежи са костимиране забаве на коју га воде родитељи и проналази давно оборен јапански авион у пољу. Док се играо близу њега, дечак случајно открива скривени војни камп пун Јапанаца. Џејми се враћа у Шангај, никад не схватајући значај онога што је видео и сву опасност која се надвила над градом. Након напада на Перл Харбор, Јапан напада насеље. Породица Грејем покушава да побегне из града и укрца се на трајект који одлази. Међутим, успаничена гомила одваја Џејмија од његових родитеља. Мајка позива дечака да се врати кући и тамо је сачека. Неко време Џејми чека своју мајку у својој празној кући, једући преостале залихе хране у њој, али на крају излази у град и открива да га окупирају јапанске трупе.
Измучен глађу, Џејми очајнички покушава да се преда освајачима, али они му само одмахују руком и смеју му се. Док бежи од уличног насилника, умало га не удари камион. Џејмија покупи возач камиона и убрзо се нађе у друштву бившег стјуарда на крстарењу рођеног у Америци по имену Бејси и његовог сапутника. Обојица живе на улицама града од пљачке. Бејси дечаку даје надимак Џим и после неколико сати безуспешно покушава да га прода кинеским уличним продавцима. Џим схвата да ће двојица мушкараца, пошто нису успели да зараде од њега, једноставно да га напусте на улици. Џејми их убеђује да познаје садржај многих напуштених кућа у престижној области и да им може бити од користи. Након покушаја да претресу Џејмијеву сопствену кућу, коју су већ заузели Јапанци, њих тројица бивају заробљени и смештени у један од логора за европске затворенике. Нешто касније стиже камион да допреми одабране здраве затворенике у логор за интернације у Суџоу. Бејси је међу одабранима, али Џејми мора да остане. Пошто дечак зна где се налази камп, убеђује стражаре да га пусте у камион да возачу покаже пут.
Почетком 1945. године, неколико месеци пре краја непријатељстава на пацифичком ратишту, Џим се већ прилично подношљиво скрасио у логору, упркос изузетно тешким условима. Џим има широку мрежу размене, која чак укључује и команданта логора, наредника Нагата. Др Ролинс, логорски лекар из реда британских интернираних, делује као отац Џима. Једног дана, Џим кроз ограду од бодљикаве жице чини услугу јапанском тинејџеру камиказа који дели дечакову љубав према авијацији. И даље обожава Бејсија, Џим га често посећује у америчкој касарни. Једног дана, Бејси замоли Џима да постави замку за фазана изван периметра логора. Џими за длаку избегава хватање, уз помоћ јапанског тинејџера, и успешно поставља замке. Дечак не схвата да је прави разлог за захтев била Бејсијева жеља да провери периметар кампа на мине. Као награду, он дозвољава Џиму да се пресели у америчку касарну и живи са њим. У исто време, Бејси планира бекство.
Командант логора посећује Бејсијеву бараку и жестоко га туче након што је пронашао комад сапуна који је Џим украо. Док је Бејси у логорској болници, његову имовину краду други затвореници. Једног дана у зору, Џим је сведок ритуала који је изведен за три јапанска пилота камиказа пре њиховог првог и последњег лета. Осећајући дивљење због храбрости авијатичара и повинујући се емоцијама свечаности церемоније, дечак почиње да пева велшку успаванку „Суо Ган (Suo Gân)“. Неколико минута касније, камп је подвргнут масовном нападу америчких ловаца П-51. У страху од нових напада, Јапанци одлучују да евакуишу логор. У међувремену, захваљујући хаосу, Бејси бежи сам, иако је претходно обећао да ће повести Џима са собом. Пре поласка, Џим види како се исти јапански дечак камиказа, који је успео да му постане пријатељ, укрцава у један од авиона да се припреми за лет. Затвореници логора ходају кроз неплодну дивљину, где многи умиру од прекомерног рада, глади и болести. Током једног од прелаза, Џим види сјај атомске бомбе која је експлодирала на небу изнад Нагасакија, много стотина километара даље. И убрзо до Џима стиже вест о предаји Јапана и крају рата.
Џим заостаје за групом бивших затвореника и проводи ноћ на фудбалском стадиону у близини Нантаоа, препуном заплењених ратних трофеја, пре него што се вратио у Суџоу, једући храну из контејнера за снабдевање спуштених са неба. Тамо упознаје познатог јапанског тинејџера камиказе, који игром случаја није успео да испуни свој сан о одласку у ваздух. Младић препознаје Џима, почасти га мангом и жели да помогне дечаку да се избори са кором воћа, намеравајући да је исече катаном. У овом тренутку, Бејси се појављује заједно са групом наоружаних Американаца који су стигли да опљачкају испуштене контејнере са храном Црвеног крста. Један од Американаца, видевши Јапанца како замахује катаном, пуца у њега из пиштоља, верујући да тиме спасава Џима. Џим, у налету беса, брутално туче Американца који је упуцао његовог пријатеља и, у бескорисном очају, безуспешно покушава да реанимира дечака. Бејси одвлачи дечака и обећава да ће га одвести у Шангај да добро живи и тамо пронађе Џимове родитеље, али Џим одлучује да остане у напуштеном кампу. Нешто касније, амерички војници стижу у камп и одводе Џима, заједно са другом децом која су изгубила родитеље у рату, у сиротиште у Шангају. Када стигну Џимови родитељи, не препознају одмах свог сина, који се променио током ратних година. Филм се завршава сценом кофера главног лика који плута реком, персонификујући Џејмијево прошло детињство.